# Пряжка (микология)

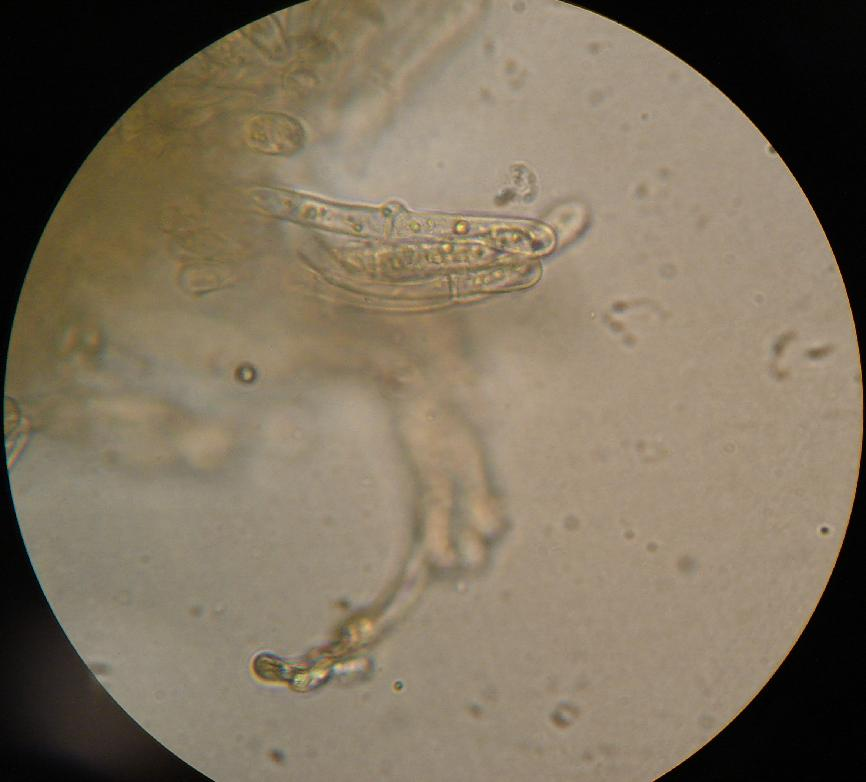
Гифа лисички (Cantharellus). Пряжка видна в верхней части микрофотографии

Пря́жка (англ. clamp connection) — структура, формируемая растущими клетками гиф некоторых базидиальных грибов (Basidiomycota). Пряжка служит для того, чтобы каждая новая клетка (отделённый септой сегмент гифы) унаследовала набор различных ядер — дикарион, сформировавшийся в результате слияния гиф разных половых типов. Функция пряжки, таким образом, состоит в поддержании генетического разнообразия в пределах гифы базидиального гриба. Сходные структуры (крючки) обеспечивают протекание полового размножения сумчатых грибов (Ascomycota).

## Формирование

Схема формирования пряжки

Формирование пряжки происходит в терминальном сегменте, достигшем достаточной для деления длины и содержащем два генетически различающихся ядра. Одновременно с началом образования выроста пряжки, оба ядра дикариона претерпевают митотическое деление, образуя по паре дочерних ядер. По мере своего развития пряжка захватывает одно из дочерних ядер и тем самым разделяет его с сестринским ядром. Пока это происходит, вторая пара дочерних ядер начинает расходиться по разным концам сегмента. По завершении этих процессов формируется септа, отделяющая наборы ядер друг от друга.

## Использование в идентификации грибов
Образование пряжек — уникальная черта отдела базидиальных грибов, но она характеризует не всех представителей отдела. Наличие пряжки может использоваться для различения таксонов грибов, в том числе на уровне родов и видов.